# ترداشا

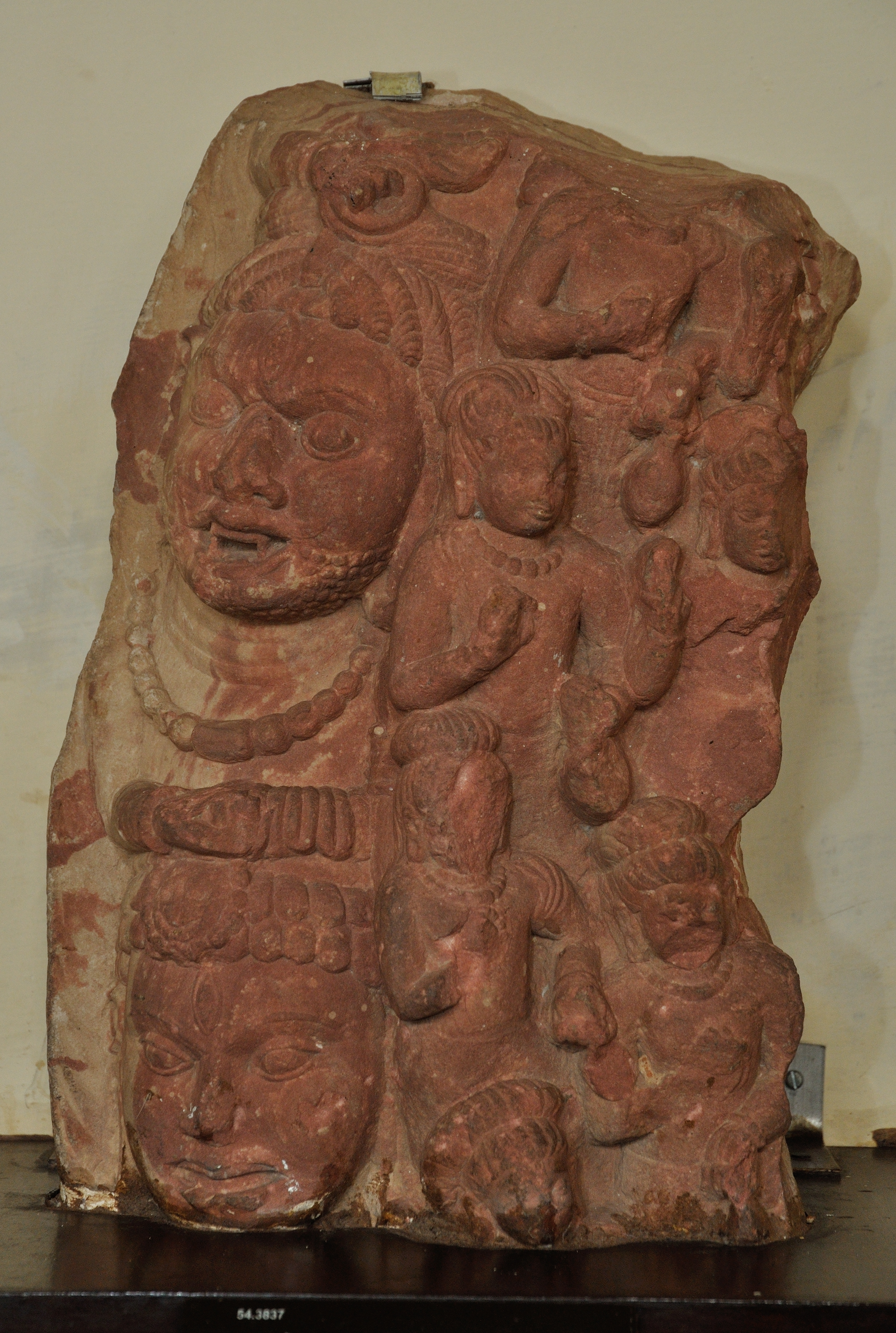
منحوتة السماء والآلهة.

ترداشا أو الأرباب الثلاثة والثلاثون (بالسنسكريتية: त्रिदश، "ثلاثة مرات عشرة")، و(بالإنجليزية: The Thirty-three gods or Tridasha)‏، هم بانثيون من الآلهة الهندوسية الڤيدية الأصل والتي طُوِّرَت قليلًا لاحقًا.
وجاء ذكر هؤلاء الأرباب في أقدم متنٍ من الڤيدا، وهو السمهيتا [الإنجليزية]، حيث أوردت اسم ثلاثة وثلاثين ديڤا، وهم إما 11 ديفا لكل عالم من العوالم الثلاثة، أو 12 آديتيا و11 رودرا و8 فاسوس و2 أشوينز كما ورد في نصوص البراهمانا التي هي أحد نصوص الفيدا. ويبدو أنَّ هوية الأشوينزيين تختلف أحيانًا.

## قائمة الأرباب
الثلاثة والثلاثون هم:
| اسم المجموعة             | صفة المجموعة         | أسماؤهم | عددهم |
| ------------------------ | -------------------- | --- | ----- |
| الڤاسوسيون               | آلهة العناصر المادية | 1. بريثفي [الإنجليزية] (الأرض) 2. فارونا (الماء) 3. آجني (النار) 4. فايو (الرياح) 5. سوريا (الشمس) 6. دياوس [الإنجليزية] (السماء) 7. تشاندراماس (القمر) 8. ناكشاتراني (النجوم)                            | 8     |
| الأديتيون                | تجسدات الآلهة        | 1. فيشنو 2. آريامان [الإنجليزية] 3. إندرا (شاكْرْ) 4. تفاستر [الإنجليزية] 5. فارونا 6. بهاغا [الإنجليزية] 7. سافيتر [الإنجليزية] 8. فيفاسود 9. إيمشا [الإنجليزية] 10. ميترا 11. بوشن [الإنجليزية] 12. داكشا | 12    |
| الرودراسيون [الإنجليزية] | أشكال الإله رودرا    | 1. أجا 2. إكابادا 3. أهيربودهانيا 4. تفاستا 5. رودرا 6. هارا 7. سامبهو 8. تريامباكا 9. أبارجيتا 10. إيسانا 11. تريبهوفان.                                                                                 | 11    |
| أشوينز                   | إلهان توأم شمسيان    | 1. داذراس 2. نزاتیاس | 2     |